# Tetraommatus orousseti
Tetraommatus orousseti är en skalbaggsart som beskrevs av Jean François Villiers 1981. Tetraommatus orousseti ingår i släktet Tetraommatus och familjen långhorningar.
Artens utbredningsområde är Filippinerna. Inga underarter finns listade i Catalogue of Life.